# Кеннеди, Бенджамин Холл
Бенджамин Холл Кеннеди (англ. Benjamin Hall Kennedy; 6 ноября 1804 — 6 апреля 1880) — британский филолог-классик и переводчик.

## Биография
Родился близ Бирмингема, учился в Школе Шрусбери и Колледже Сент-Джон Кембриджского университета, где в 1828 г. начал преподавать. В 1836—1866 гг. был одним из руководителей Школы Шрусбери, с 1867 г. профессор древнегреческого языка в Кембридже. С 1870 г. входил в состав комиссии по новому английскому переводу Нового Завета. Автор ряда учебников по латинской грамматике, оригинальных стихов на латыни и переводов английской поэзии на латинский язык. Опубликовал собственные переводы, со вступлением и комментариями, трагедий «Царь Эдип» Софокла и «Агамемнон» Эсхила, комедии Аристофана «Птицы»; перевёл также диалог Платона «Теэтет».
Бенджамину Кеннеди приписывается происхождение известного в науке исторического анекдота о пари двух филологов, один из которых заявил, что латинский дистих подходит для любого содержания, другой предложил в качестве темы приглашение на деловое совещание:

Reverend Sir, You are requested to attend a Meeting of the Bridge Comitee on Saturday the 2-nd of November at 12 o’clock, to consider Mr. Diffles’ proposal for laying down gas-pipes. We are, Reverend Sir, Your obedient servants, Smith and Sons, solicitors.

— а первый из споривших в самом деле переложил этот документ латинскими стихами:

Consilio memor intersis de ponte, rogamus, 

Saturni sacro, vir reverende, die; 

Ante diem quartam Nonas erit ille Novembres, 

Sextaque delectos convocat hora viros. 

Carbonum luci suadet struxisse canales 

Diphilus; ambigitur, prosit an obsit opus. 

Haec tibi devincti Fabri, natique paterque, 

Actores socii, vir reverende, dabant.